# Vu du pont (film)
Pour les articles homonymes, voir Vu du pont.
Pour plus de détails, voir Fiche technique et Distribution.
Vu du pont est un film franco-italien réalisé par Sidney Lumet et sorti en 1962. Il s'agit d'une adaptation de la pièce de théâtre du même nom d'Arthur Miller.

## Synopsis
À New York, du côté de Brooklyn, les membres d'une pauvre famille d'immigrés italiens se déchirent à cause de la relation amoureuse entre Rodolfo, jeune cousin clandestin fraîchement débarqué, et Catherine, nièce du patriarche Eddie Carbone, un docker des quais de Brooklyn. Ce dernier l'a élevé comme sa fille et la protège peut-être plus que de raison. Pour l'empêcher d'épouser Rodolfo, Eddie dénonce celui-ci aux services de l'immigration ; Marco (le frère de Rodolfo, lui aussi immigré, hébergé et dénoncé par Eddie) désire se venger. Eddie, s'estimant blessé dans son honneur (Marco l'a en effet insulté et lui a craché au visage aux yeux de la communauté), souhaite également en découdre avec ce dernier. Les deux s'affrontent dans un combat final, lors duquel Eddie perd tragiquement la vie.

## Fiche technique
Sauf indication contraire, les informations mentionnées dans cette section peuvent être confirmées par la base de données cinématographiques IMDb,  présente dans la section « Liens externes ».
- Titre original français : Vu du pont
- Titre original italien : Uno sguardo dal ponte
- Titre anglophone : A View from the Bridge
- Réalisation : Sidney Lumet
- Scénario : Norman Rosten, d'après la pièce de théâtre Vu du pont d'Arthur Miller
- Dialogues : Jean Aurenche
- Musique : Maurice Le Roux
- Photographie : Michel Kelber
- Son : Joseph de Bretagne
- Montage : Françoise Javet
- Direction artistique : Jacques Saulnier
- Décors : Jacques Saulnier
- Costumes : Jacques Saulnier
- Producteur : Paul Graetz
- Sociétés de production : Transcontinental Films (France), Produzioni Intercontinental (Italie)
- Sociétés de distribution : Cocinor, Continental Distributing
- Pays de production :  France,  Italie
- Langue originale : français
- Format : noir et blanc — 35 mm — son monophonique
- Genre : drame
- Durée : 110 minutes
- Date de sortie :
  - France : 19 janvier 1962
- Affiche : Macario Gómez Quibus (Espagne)

## Distribution
- Raf Vallone : Eddie Carbone
- Jean Sorel : Rodolfo[1]
- Maureen Stapleton : Béatrice Carbone
- Raymond Pellegrin : Marco
- Carol Lawrence : Catherine
- Morris Carnovsky : Monsieur Alfieri, l'avocat
- Harvey Lembeck : Mike
- Mickey Knox : Louis
- Vincent Gardenia : Lipari
- Frank Campanella : un docker

## Production
Le tournage a lieu à Rome et New York ainsi qu'à Paris[réf. nécessaire].

## Distinction
- Prix David di Donatello 1962 : Meilleur acteur Raf Vallone